# Souimanga du Kenya
Anthreptes orientalis
Espèce
Statut de conservation UICN

 LC  : Préoccupation mineure
Le Souimanga du Kenya (Anthreptes orientalis) est une espèce de passereaux appartenant à la famille des Nectariniidae.

## Répartition
Cet oiseau vit à Djibouti, en Éthiopie, au Kenya, en Ouganda, au Rwanda, en Somalie, au Soudan et en Tanzanie.